# Ernesto Lapadula
Pour les articles homonymes, voir Lapadula.
Ernesto Lapadula (né le 6 août 1902 à Pisticci, en Basilicate et mort le 24 janvier 1968 à Rome) est un architecte italien.

## Biographie
En 1963, il rentre en Italie où il se consacre à la peinture.

## Réalisations
- Demeure de Giardino Bellini à Catane, 1929
- Casa del Fascio di Tarente (progetto di laurea), 1931
- Concorso per la Palazzata à Messine, 1931 avec Giuseppe Marletta
- Villaggio dei ceramisti a Seminara, 1931
- Concorsi per Preture e Palazzi postali à Rome, 1933-1934
- Concorso per il Palazzo Littorio (I e II grado) à Rome, 1933-1937 avec Mario Ridolfi
- Église de San Rocco à Pisticci, 1934
- Casina Nautica della Fondazione Cavalieri di Colombo sur le Lungotevere Flaminio à Rome, 1934
- Place Impero (actuelle place de la Liberté) à Raguse, 1934
- Palazzo dell'Economia Corporativa (actuel Chambre du Commerce) à Matera, 1935
- Palais de la civilisation italienne dans le quartier de l'Esposizione Universale di Roma, 1937-1939 avec Giovanni Guerrini et Mario Romano
- Padiglioni della Banca d'Italia, dell'Esercito, del Credito e del Commercio pour la Mostra d'Oltremare à Naples, 1937-1940
- Arredamento degli studi fotografici di Ghitta Carell à Milan et Rome, 1942
- Progetto urbanistico e architettonico della Città Universitaria à Bratislava, 1942 avec Attilio Lapadula
- Progetto della Piazza dei Ministeri à Bratislava, 1942 avec Attilio Lapadula
- Sopraelevazione del Municipio à Pisticci, 1948

## Écrits
- Bruno Lapadula, Visita alla Fiera mondiale di Nuova York, in "Architettura", juillet 1939 - XVII, Garzanti éditeur, Milan.
- Ernesto Lapadula, Contribución a una politica económica urbana, in "Revista Económica", Año V, n° 15/16, juillet 1958-juin 1959.
- Ernesto Lapadula, Urbanismo, Universidad nacional de Córdoba, Córdoba 1963.
- Ernesto Lapadula, Origen de la ciudad hispanoamericana, Direcion general de publicaciones, Ciudad universitaria, Córdoba 1963.
- Ernesto Lapadula, Orden y destino de la ciudad de Córdoba, Direcion general de publicaciones, Ciudad universitaria, Córdoba 1963.